# Jakub (Kapenekas)
Jakub, imię świeckie Jorgos Kapenekas (ur. 1921 w Mytilini, zm. 2 sierpnia 2012) – grecki biskup prawosławny służący w jurysdykcji Patriarchatu Jerozolimskiego.

## Życiorys
Absolwent studiów teologicznych na uniwersytecie w Atenach. W 1943 złożył wieczyste śluby mnisze, a następnie został wyświęcony na hierodiakona. W 1954 został wyświęcony na hieromnicha i podniesiony do godności archimandryty.
W latach 1954–1970 pracował w instytucjach Patriarchatu jako bibliotekarz i nauczyciel, a następnie redaktor naczelny pisma Nea Sion (Nowy Syjon). W 1970 został przedstawicielem patriarchy w Akri.
W 1972 został wyświęcony na biskupa Diocezarei. W 1983 ponownie objął funkcję redaktora naczelnego „Nowego Syjony”; pismem kierował do 1992. Rok wcześniej otrzymał godność metropolity. Od 2003 do śmierci w 2012 był metropolitą Scytopolis.